# Điện cực không phân cực

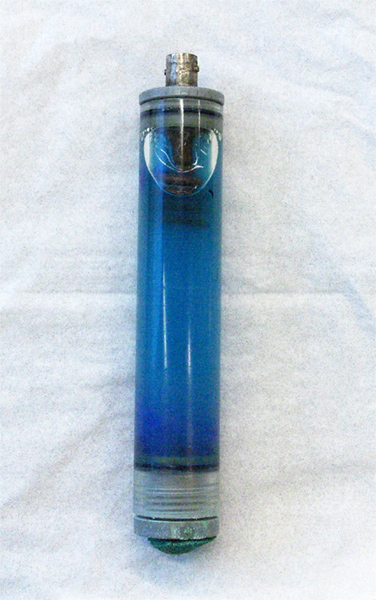
Điện cực không phân cực sulphat đồng

Điện cực không phân cực là điện cực có điện thế phân cực điện cực bằng 0.
Tuy nhiên điều này không có trong thực tế. Điểm chủ yếu nằm ở các nghiên cứu điện hoá đã lấy điện thế của điện cực hydro tiêu chuẩn để quy ước bằng 0V ở 25 °C.
Điện cực đồng-sulphat đồng(II), viết tắt tiếng Anh là CSE (copper/coppersulphate-electrode) có khả năng chế tạo và sử dụng đơn giản hơn, nên nó được lấy làm điện cực không phân cực phục vụ nhu cầu đo điện thế đại trà.

Sơ đồ cấu tạo Điện cực không phân cực sulphat đồng

## Nguyên lý hoạt động
Điện cực không phân cực được chế bằng bình xốp bằng sứ, gỗ, vải,... được gia cố đặc biệt để đủ bền chắc, bên trong chứa cỡ ¼ lít dung dịch sulphat đồng dư bão hòa, và một thanh đồng xuyên qua nắp vào dung dịch để dẫn điện thế.

## Ứng dụng
Điện cực đồng-sulphat đồng(II), cùng với điện cực hydro tiêu chuẩn 318 mV, là thành phần của Điện cực tham chiếu nhóm I (reference electrode).
Điện cực không phân cực dùng cho các đo đạc cần loại trừ ảnh hưởng của điện thế phân cực điện cực.